# نووینکا (شهرستان اوگوستوف)
نووینکا (به لاتین: Nowinka) یک روستا در لهستان است که در گمینا نووینکا واقع شده‌است. نووینکا ۳۰۰ نفر جمعیت دارد.